# Capricornis
Capricornis é um gênero de mamíferos caprinos de médio porte conhecidos como serau (serow, em inglês). Atualmente, quatro espécies diferentes de serau são reconhecidas, todas presentes no continente asiático. Faz parte da subfamília Antilopinae, da família dos bovídeos. O gênero Capricornis é intimamente relacionado ao gênero Nemorhaedus, que inclui os gorais. 
Como seu parente menor goral, o serau é frequentemente encontrado pastando em colinas rochosas, embora, normalmente, em uma elevação mais baixa, quando os dois tipos de animais de partilham território. Seraus são mais lentos e menos ágeis do que gorais, mas eles, no entanto, podem subir encostas para escapar dos predadores e para se abrigar durante os invernos frios ou  verões quentes. Seraus, ao contrário dos gorais, fazem uso das suas glândulas preorbitais para marcação de território. 
A coloração varia de espécie para espécie, região e indivíduos. Ambos os sexos têm barbas e pequenos chifres, que são geralmente mais curtos do que os suas orelhas.
Fósseis de seraus, datam até o final do Plioceno, de dois a sete milhões de anos atrás. O ancestral comum de espécies da subfamília Caprinae podem ter sido muito semelhantes ao moderno serau. 

## Espécies
A classificação taxonômica atual inclui quatro espécies:
| Imagem | Nome científico          | Nome popular      | Distribuição                                                                                           |
| ------ | ------------------------ | ----------------- | --- |
|        | Capricornis crispus      | Serau-japonês     | Ilhas de Honshu, Shikoku e Kyushu, no Japão                                                            |
|        | Capricornis rubidus      | Serau-vermelho    | Norte de Myanmar, leste da Índia, e província chinesa de Yunnan                                        |
|        | Capricornis sumatraensis | Serau-continental | Bangladesh, Butão, Camboja, China, Índia, Indonésia, Laos; Malásia, Myanmar, Nepal, Tailândia e Vietnã |
|        | Capricornis swinhoei     | Serau-de-taiwan   | Taiwan                                                                                                 |

## Taxonomia
A taxonomia deste gênero tem sido discutida há bastante tempo por vários autores, devido a um grau de confusão e desentendimento entre os cientistas que o estudaram. Os vários táxons diferem a depender da literatura analisada. Uma das fontes mais aceitas no que diz respeito à taxonomia é o livro de Wilson e Reeder, Mammal Species of the World: A Taxonomic and Geographic Reference (em tradução livre, Espécies de Mamíferos do Mundo: Uma Referência Taxonômica e Geográfica), publicado em 2005. De acordo com essa referência, o gênero Capricornis continha seis espécies e duas subespécies como segue:
- C. crispus — Serau-japonês
- C. milneedwardsii — Serau-chinês
  - C. m. milneedwardsii
  - C. m. maritimus — Serau-indochinês
- C. rubidus — Serau-vermelho
- C. sumatraensis — Serau-de-sumatra
- C. swinhoei — Serau-de-taiwan
- C. thar — Serau-do-himalaia

Entretanto, essa classificação está desatualizada devido a novas evidências científicas. Um estudo feito em 2019 por Mori et al. sequenciou pela primeira vez o genoma mitocondrial completo de todos os táxons do gênero Capricornis, confirmando a existência de quatro espécies e três subespécies:
- C. crispus — Serau-japonês
- C. rubidus — Serau-vermelho

- C. sumatraensis — Serau-continental
  - C. s. sumatraensis — Serau-de-sumatra
  - C. s. milneedwardsii — Serau-chinês
  - C. s. thar — Serau-do-himalaia

- C. swinhoei — Serau-de-taiwan

Segundo o estudo, não existe nenhuma razão aparente que apoie a separação dos táxons C. sumatraensis, C. milneedwardsii (incluindo C. maritimus) e C. thar em espécies diferentes. Todos os seraus do continente, com exceção de C. rubidus, foram agrupados no mesmo clado por potencialmente representarem a mesma espécie que Capricornis sumatraensis. Capricornis milneedwardsii aparentou ser polifilético e, dessa forma, um táxon inválido, perdendo seu status de espécie. O táxon C. sumatraensis passou a designar uma espécie, chamada de serau-continental (tradução livre do inglês, Mainland serow), com três subespécies, que recebem o nome popular de acordo com o território predominantemente habitado por elas.
A IUCN considera essa nova taxonomia ao avaliar o estado de conservação e a distribuição geográfica das espécies desse gênero.
As espécies de serau já foram classificadas dentro do gênero Nemorhaedus, porém Soma et al. afirmaram, em 1987, que Capricornis e Nemorhaedus eram dois gêneros diferentes, embora intimamente relacionados.